# Microcosmus vesiculosus
Microcosmus vesiculosus är en sjöpungsart som beskrevs av Monniot 200. Microcosmus vesiculosus ingår i släktet Microcosmus och familjen lädermantlade sjöpungar. Inga underarter finns listade i Catalogue of Life.